# Jamaal Franklin
Jamaal Franklin (21 de julho de 1991) é americano jogador profissional de basquete que atualmente joga no Sichuan Blue Whales da Liga Chinesa de Basketball (CBA). Ele foi selecionado com a 41ª escolha geral no draft da NBA de 2013 pelo Memphis Grizzlies. Ele jogou basquete universitário em San Diego State, onde ele foi o jogador do Ano da Conferencia Oeste.

## Carreira na Escola Secundária
Franklin jogou quatro anos na Serrano High School na Califórnia. No terceiro ano, ele liderou a escola do estado da Califórnia na pontuação com 31,7 pontos por jogo. Franklin foi classificado como o 24º melhor armador da turma de 2009. Depois, duas faculdades convidaram Franklin: Long Beach State University e San Diego State University.
Franklin jogou três esportes diferentes na Escola Serrano: basquete, futebol americano (com wide receiver e free safety) e atletismo.

## Carreira na Faculdade

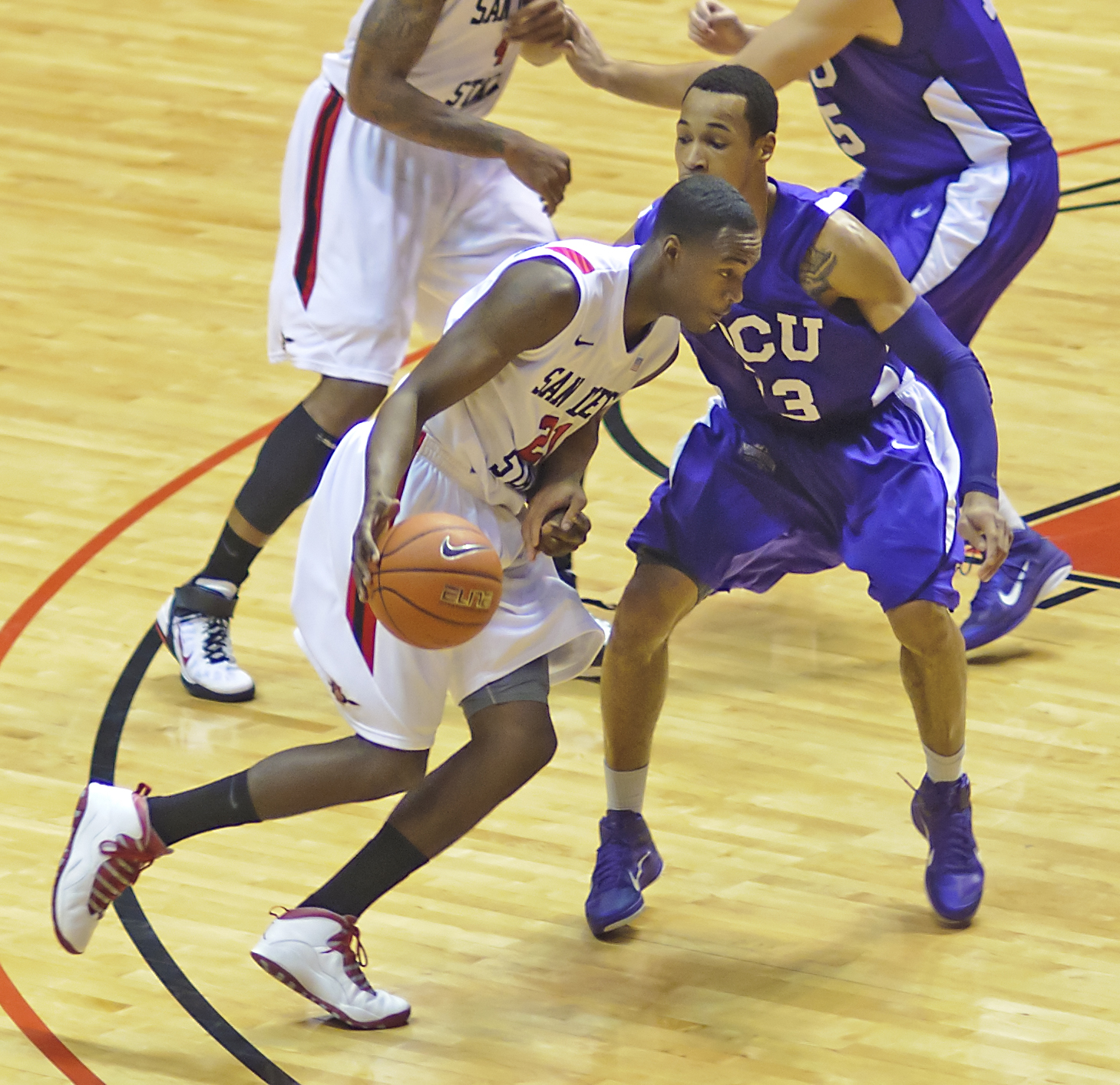
Jamaal Franklin em posse da bola

Franklin se matriculou em San Diego State para jogar sob o comando do treinador Steve Fisher. Como calouro, ele fez parte da melhor temporada na história de San Diego, também faziam parte daquela equipe: Kawhi Leonard e Malcolm Thomas. A equipe teve um histórico de 34-3 e ficou em #2 no Torneio da NCAA de 2011. Franklin teve médias de 2.1 pontos e 1,9 rebotes em 8.1 minutos de jogo.
Em seu segundo ano, Franklin se tornou titular pois só um titular da temporada passada retornou nessa temporada. Ele correspondeu e teve média de 17,4 pontos e 7,9 rebotes por jogo e levou os Astecas ao #6 lugar do Torneio da NCAA de 2012. Franklin foi eleito o Jogador do Ano da conferência. 
Franklin resistiu a tentação de tentar ir pra NBA e voltou na temporada seguinte (2012-13) para o San Diego State para disputar o seu terceiro ano. Nessa temporada, ele teve médias de 16,9 pontos e 9.5 rebotes em 32 jogos.
Em 12 de abril de 2013, Franklin anunciou que não iria voltar para seu terceiro ano e que iria entrar no draft da NBA.

## Carreira Profissional

### Memphis Grizzlies (2013-2014)
No dia 27 de junho de 2013, Franklin foi selecionado na 41ª escolha geral pelo Memphis Grizzlies no draft da NBA de 2013. Durante sua temporada de estreia, ele jogou no afiliado dos Grizzlies, Fort Wayne Mad Ants, na NBA Development League. Em julho de 2014, Franklin voltou ao Grizzlies para disputar a Summer League de 2014. Em 31 de agosto de 2014, ele foi dispensado pelo Grizzlies.

### Zhejiang Lions (2014-2015)
Em 7 de outubro de 2014, Franklin assinou um contrato de dois meses com o Zhejiang Lions do Campeonato Chinês de Basquetebol. No dia 26 de novembro de 2014, ele assinou uma extensão de contrato com o Lions, mais tarde naquele dia, ele marcou 53 pontos na vitória por 120-112 do Zhejiang Lions sobre o Chongqing Flying Dragons. Em 5 de janeiro de 2015, ele deixou o Zhejiang Lions, depois de jogar 26 jogos fazendo uma média de 28,5 pontos, 6.2 rebotes, 4.6 assistências e 1,9 roubos de bola por jogo.

### Los Angeles D-Fenders (2015)
Em 21 de janeiro de 2015, Franklin foi adquirido pelo Los Angeles D-Fenders da NBA Development League. No dia 21 de fevereiro, ele teve o seu melhor jogo na temporada com um duplo-duplo com 27 pontos e 13 rebotes na derrota para o Austin Spurs.

### Denver Nuggets (2015)
Em 12 de abril de 2015, Franklin assinou com o Denver Nuggets. Ele fez sua estréia na equipe no mesmo dia e terminou um jogo com apenas um rebote e uma assistência em um vitória por 122-111 contra o Sacramento Kings. Em 13 de julho de 2015, ele foi dispensado pela Nuggets.

### Segunda temporada na D-League e da China (2015-2016)
Em 29 de agosto de 2015, Franklin assinou com o Guangdong Southern Tigers da Liga Chinesa de Basquetebol, mas deixou a equipe antes de jogar um jogo sequer. Em 4 de dezembro, ele foi readquirido pelo Los Angeles D-Fenders. No dia 18 de dezembro, Franklin saiu do D-Fenders e voltou para a China, mas dessa vez no Shanxi Zhongyu. Ele dominou a Liga Chinesa com uma média de números incríveis. Em 19 jogos, ele teve uma média de triplo-duplo, com 33.9 pontos, 10.8 rebotes e 10.3 assistências, além de 3.3 roubos de bola e 1,5 bloqueios.

### Brujos de Guayama (2016)
Em 5 de abril de 2016, Franklin assinou com o Brujos de Guayama de Porto Rico. Ele deixou a equipe no final desse mês depois de jogar apenas quatro jogos.

### Terceira temporada na China (2016-2017)
Em Maio de 2016, Franklin assinou novamente com o Shanxi Zhongyu para a temporada 2016-17. Em 14 de novembro de 2016, Franklin marcou 61 pontos, 12 rebotes e 11 assistências em uma vitória de 125-104 sobre o Beijing Ducks. Franklin foi o primeiro jogador a fazer 60 pontos e um triplo duplo na história da liga.

### Sichuan Blue Whales (2017-2018)
Em 18 de agosto de 2017, Franklin assinou com o Sichuan Blue Whales da China.

## Estatísticas de carreira na NBA

### Temporada Regular
| Anos     | Times             | Jogos | MPJ | FG%  | 3P%  | FT%   | RPJ | APJ | RBPJ | BPJ | PPJ |
| -------- | ----------------- | ----- | --- | ---- | ---- | ----- | --- | --- | ---- | --- | --- |
| 2013-14  | Memphis Grizzlies | 21    | 7.7 | .410 | .455 | 1.000 | 1.1 | .3  | .2   | .1  | 1.9 |
| 2014-15  | Denver Nuggets    | 3     | 4.3 | .500 | .500 | .000  | .7  | 1.0 | .0   | .3  | 1.0 |
| Carreira | Carreira          | 24    | .7  | .415 | .462 | 1.000 | 1.0 | .4  | .2   | .1  | 1.8 |

### Playoffs
| Anos    | Times             | Jogos | MPJ | FG%  | 3P%  | FT%  | RPJ | APJ | RBPJ | BPJ | PPJ |
| ------- | ----------------- | ----- | --- | ---- | ---- | ---- | --- | --- | ---- | --- | --- |
| 2013-14 | Memphis Grizzlies | 2     | 2.0 | .000 | .000 | .500 | .5  | .0  | .0   | .0  | .5  |

## Vida pessoal
Franklin é primo do produtor musical, Hit-Boy.